# José Wolff
Pour les articles homonymes, voir Wolff.
José Wolff, né à Liège le 18 février 1885 et mort à Liège le 23 février 1964, est un peintre belge de paysages, de portraits, de natures mortes et de nus. Il réalise également des affiches. Il fait partie du courant luministe wallon.

## Biographie
Dès l’âge de six ans, José Wolff laisse percer un véritable don pour le dessin. Ses dispositions précoces se fortifient au contact du peintre liégeois Léon Philippet, ami de la famille. Quelques croquis remarqués lui ouvrent alors les portes de l'Académie des beaux-arts de Liège dirigée à l'époque par Prosper Drion. Il y suit l’enseignement d’Évariste Carpentier et d’Adrien de Witte. Il remporte trois premiers prix et, en 1902, obtient le prix avec médaille de la peinture d’après modèle vivant.
De 1902 à 1909, Wolff vit à Paris où il fréquente le célèbre atelier de Fernand Cormon. Pendant son séjour parisien, il rencontre de grands artistes comme Amedeo Modigliani, Maurice Douard, Henri Doucet ou encore Albert Gleizes.
En 1909, Wolff quitte Paris pour l'Espagne et tombe sous le charme de l’Andalousie où il rencontre notamment le peintre Santiago Rusiñol. À Séville, il travaille dans l’atelier de Gonzalez Bolda. Il recevra un accueil élogieux de la presse espagnole lors d’une exposition à Grenade.
En 1913, il expose, à Paris, au Salon des artistes français et à la Galerie Moileux. La presse française est flatteuse pour le peintre liégeois et ses paysages de Wallonie. Louis Vauxcelles dans le Gil Blas lui rend un hommage plus particulier. Cela fera dire à Wolff avec une pointe d'amertume : « Deux toiles exposées et primées au Salon des artistes français avaient été exposées à Liège et y étaient passées inaperçues, comme d'habitude ! ».
Au cours de l'été 1913, il visite la Bretagne en compagnie de Paul Ladmirault. Pendant l'automne et l'hiver de la même année, il effectue un long séjour à Camoël dans le Morbihan.
En 1914, il retourne à nouveau à Paris et y rencontre Jules Romains, Charles Vildrac et Georges Duhamel.   
La guerre le ramène en Belgique qu'il ne quittera plus, à l'exception de brefs séjours de vacances en Bretagne qu'il fera à la fin de sa vie.
Wolff a une prédilection pour les paysages, les natures mortes, les portraits et les nus. C’est surtout dans ses paysages espagnols et ardennais que son style impressionniste se remarque. Il aime, à l’instar d'Armand Guillaumin, les effets d’ombre et de lumière souvent rehaussés de couleurs vives et chaudes. L’artiste se sert également d’une gamme somptueuse de teintes grises, surnommées « gris Wolff ». Ses œuvres baignent dans une atmosphère délicate, parfois mélancolique. 
Il reste fidèle à l'un des arts majeurs qu'il pratiquera, le portrait. Il peindra un grand nombre de personnalités liégeoises et plus particulièrement signera une série de portraits de magistrats. 
Les grands peintres liégeois de l'époque l'ont en profonde estime: Richard Heintz, Adrien de Witte, Auguste Donnay, Adrien Dupagne, Robert Crommelynck, Femand Vetcour et Albert Lemaître avec qui il rend de fréquentes visites à Albert Raty à Vresse-sur-Semois.
Il participe à de multiples expositions à Liège au Cercle des Beaux-Arts, à Mons, Verviers, Bruxelles, Anvers où il reçoit les félicitations du peintre Isidore Opsomer et de Paul Lambotte, directeur des Beaux-Arts à Bruxelles.

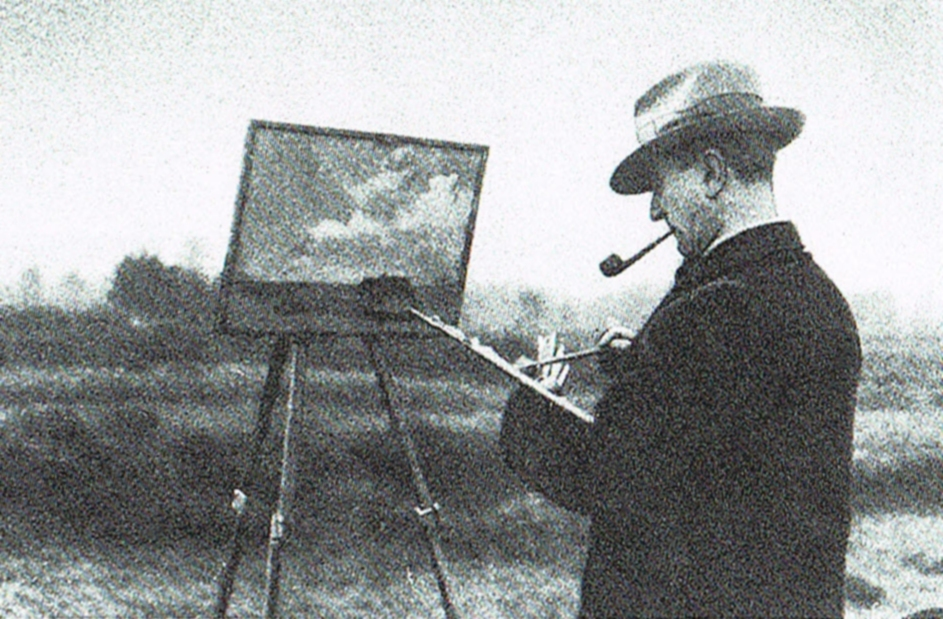
José Wolff peignant sur le motif

En 1918, il se marie avec Georgette Chicot, une Herstalienne née en 1897.
La région liégeoise sera l'inspiratrice de nombre d’œuvres de Wolff telle « Effet de neige aux Grosses Battes », tableau acquis par le Musée des beaux-arts de Liège. Il est l'ami d'Évariste Carpentier qui fut professeur puis directeur de l'Académie royale des beaux-arts de Liège. À l'invitation du Maître qui passait ses vacances depuis 1906 à Vieuxville, Wolff s'installe dès la fin de la guerre successivement à Vieuxville puis à Logne en résidence d'été. Il fait également plusieurs séjours à la côte belge où il réalisera quelques toiles.
Il découvre l'Ardenne et ses chatoyantes vallées, l'Ourthe, la Lembrée, l'Amblève et l'Aisne qu'il appelait « ma rivière, mon pays ». Il y promène amoureusement son chevalet fixant sur la toile, vieilles masures, paysages, ponts, sous-bois, rivières, ruisseaux.
En 1943, Wolff qui est un véritable migrant d'Ardenne habite à Fanzel (Érezée). 
La Deuxième Guerre mondiale terminée, il quitte Fanzel. En 1952, il achète une petite maison à Roche-à-Frêne au lieu-dit « au Ravet ».
Expositions, séjours en Ardenne et retours à Liège rythmèrent les dernières années de sa vie.
Bien qu'atteint d’un cancer de la gorge, il reste fidèle à son art jusqu’à sa mort le 23 février 1964, à l’âge de 79 ans.

### Anecdote
Les circonstances l’amenèrent un jour à être chargé de la réalisation du portrait de Léon Degrelle… Son travail à peine commencé, il avait eu le temps de mieux cerner la personnalité ambiguë de son modèle. Se sentant trompé, il refusa de poursuivre l’œuvre exprimant à Léon Degrelle son opposition à ses thèses rexistes.

## Style
« Comme paysagiste, Wolff s’apparente aux impressionnistes ou plus exactement au post-impressionnistes. Sa technique consiste à décomposer les éléments essentiels du sujet, en petites taches de couleur généralement vives et dont la vibration tend à augmenter la luminosité du tableau. Cette technique crée d’heureux effets de lumière et restitue fidèlement la sensation de l’instant, chère aux impressionnistes. »

— Cercle des beaux-arts de Liège

Il fut un grand portraitiste. Les critiques de l’époque en témoigneront dans les colonnes culturelles de la presse :

« Des œuvres d’une grande ressemblance tant physique que psychologique… La virtuosité de son observation, la pénétration de sa recherche, son sens aigu de l’analyse physionomique, son habileté technique étaient réunis en une véritable maîtrise qui rendait avec une facilité hallucinante le physique de son modèle et l’âme dans ce qu’elle a de plus secret. »

## Éloges
Georges Duhamel a déclaré que la Cité ardente possédait un portraitiste remarquable parce qu’il était psychologue.
Le compositeur Maurice Ravel a révélé tout le plaisir qu’il ressentait à s’arrêter devant une toile de Wolff.
L’écrivain Jean Tousseul ne pouvait s’empêcher de louer « des qualités extraordinaires ».

## Collections publiques
- Musée des beaux-arts de Liège
  - Les Lavandières à Grenade (1909)
  - Portrait de la mère de l'artiste (1909)
  - La Place de l'église à Nieuport
  - Femme en noir (1916)
  - Passage d'eau aux Grosses Battes (1917)
  - Portrait de Joseph Vrindts (1923)
- Collections artistiques de l'université de Liège[1]
  - Bords de la Seine à Paris (1913)
- Musée de la vie wallonne, Liège
  - Portrait d'homme (1928)